# Gasthaus Rössli (Zollikon)

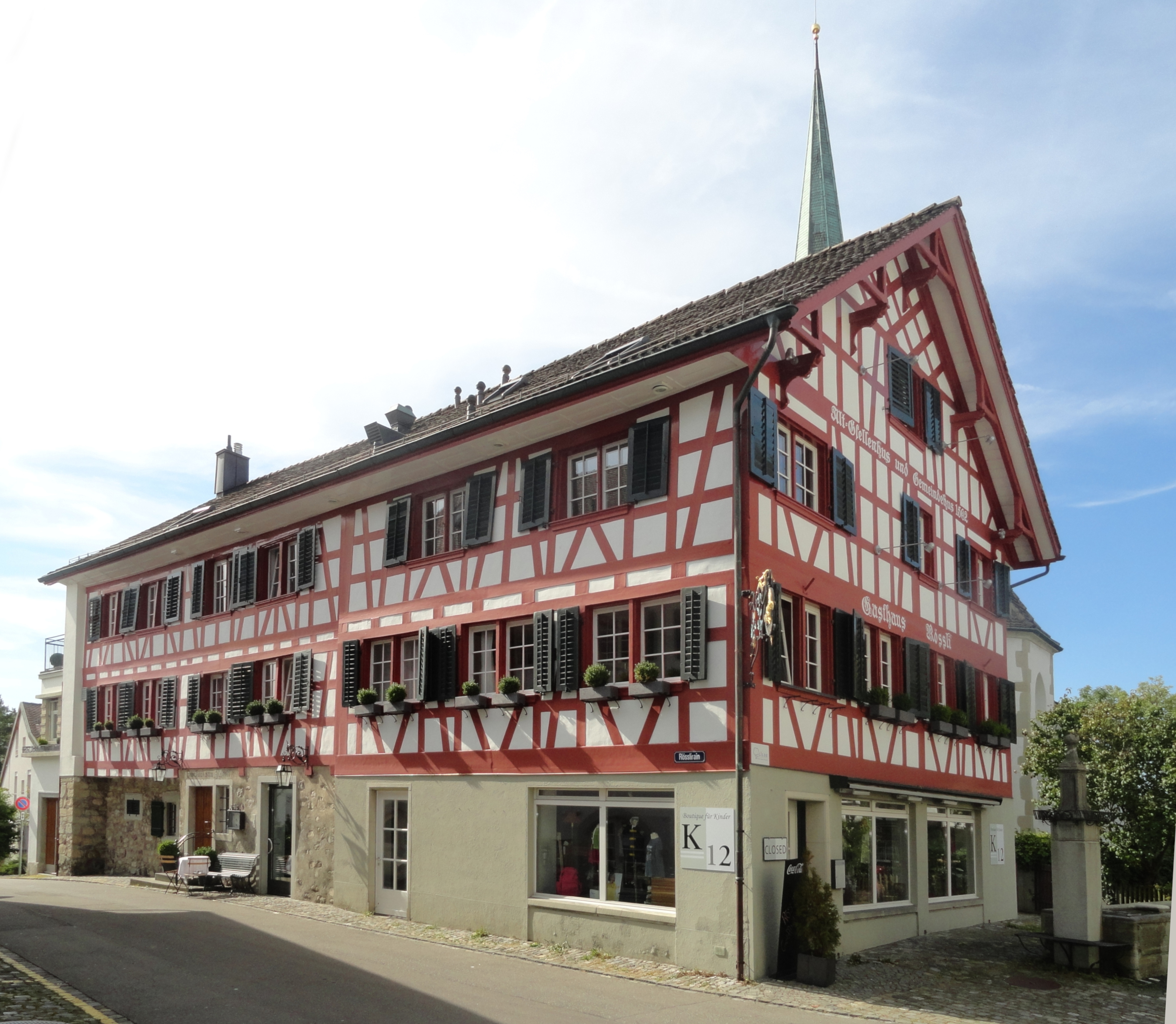
Restaurant Rössli

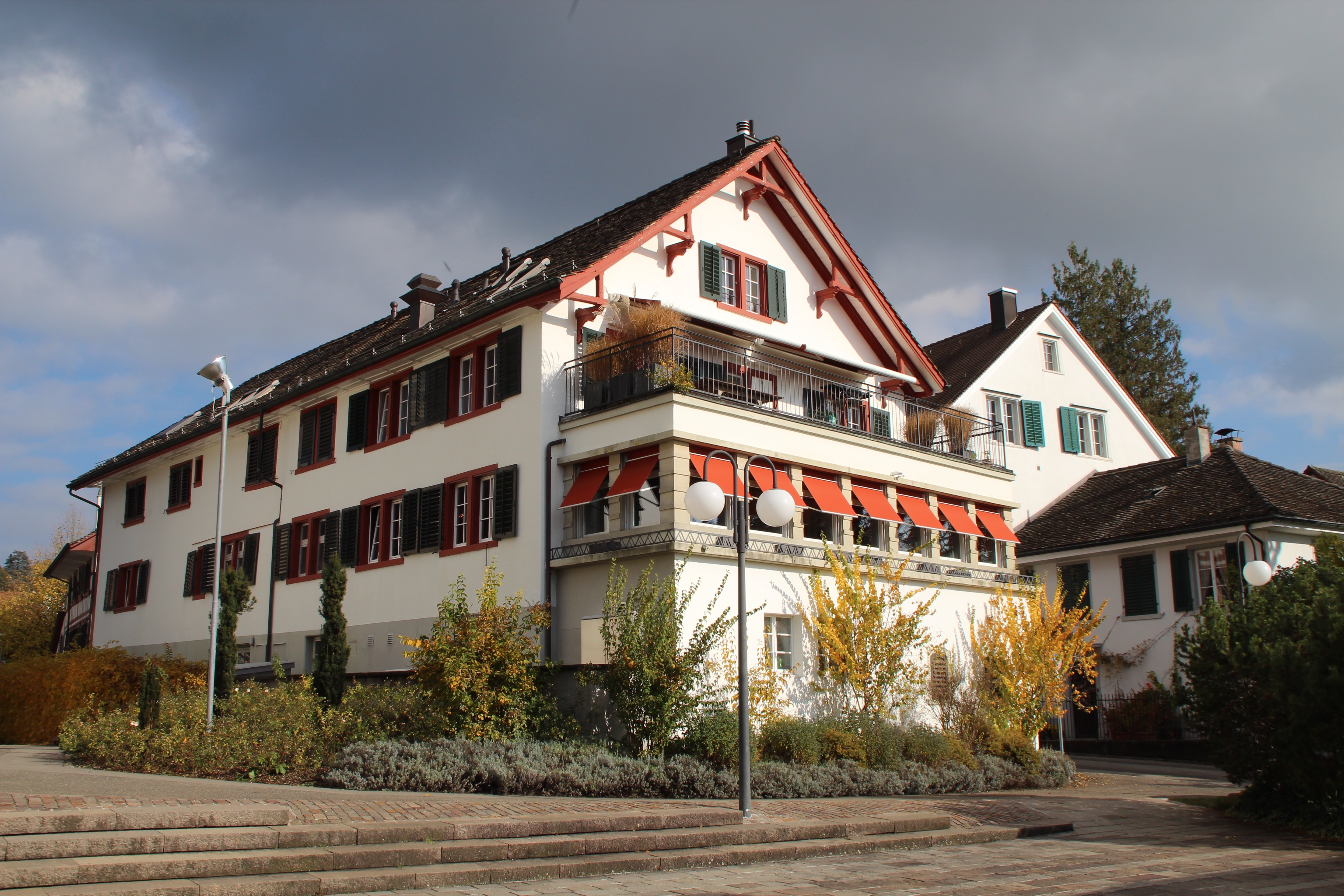
Ansicht der Seeseite

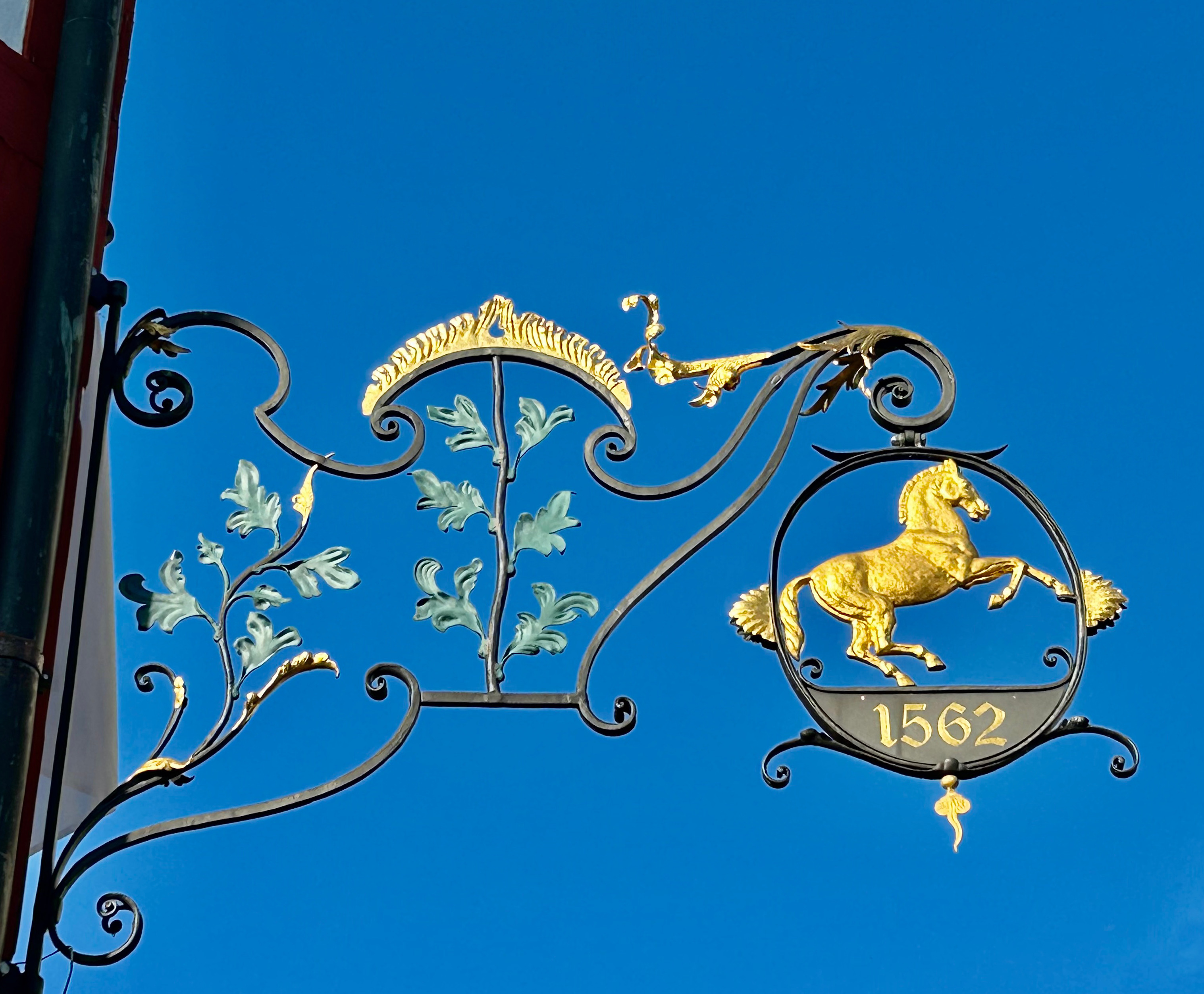
Schild

Das Rössli ist ein Gasthaus in Zollikon im Kanton Zürich in der Schweiz. Es steht an der Alten Landstrasse 86 und wurde 1562 erbaut. Es gehört zu den Baudenkmälern der Kategorie C mit kommunaler Bedeutung, am 12. Dezember 1967 wurde es von der Gemeinde unter Schutz gestellt.
Der Name «Rössli» leitet sich vermutlich vom Postverkehr ab, der damals am rechten Seeufer über die Alte Landstrasse führte.

## Erscheinungsbild
Das «Rössli» steht im Zentrum des Dorfteils Chirchhof und prägt dominant das Ortsbild. Das stattliche Haus in Riegelbauweise mit Satteldach, gekuppelten Fenstern und seeseitigem Terrassenanbau steht giebelständig zum See. Das schmiedeeiserne und zum Teil vergoldete Wirtshausschild an der Nordfassade ist datiert mit 1562. Die Wände und Decken der Gaststube sind dunkel getäfert. Die Gaststuben liegen im ersten Stock, im Erdgeschoss sind Räume zur Infrastruktur untergebracht und nach Osten ein Ladengeschäft.

## Anfänge
1557 bewilligte die Gemeinde ein Projekt für ein Gasthaus und bewilligte dafür ein Darlehen von 90 Pfund. 1562 fand die Einweihung des neuen «Gmeindhus» und «Gsellenhus» statt. Zollikon zählte damals rund 400 Einwohner.
Neben der Kirche war das «Rössli» damals das einzige öffentliche Gebäude. Es spielte dementsprechend eine grosse Rolle im Gemeindeleben und war während mehreren Jahrhunderten der Mittelpunkt des gesellschaftlichen Lebens Zollikons. Es diente es als Herberge für durchreisende Gesellen, als Dorfwirtschaft und als Versammlungsort für das Gericht und der Gemeinde. Auch die Sitzungen des Gemeindevorstandes, des Stillstandes sowie der Kirchen- und später der Schulpflege fanden dort statt.
Grössere Versammlungen wurden im Tanzsaal durchgeführt. Getanzt werden durfte meistens einmal jährlich; an der Chilbi, dem ersten Sonntag nach Mariae Himmelfahrt. Polizeistunde war – abgesehen von den Tanzsonntagen – jeweils um 21 Uhr. Deren Einhaltung wurde genauestens kontrolliert, Übertretungen wurden streng geahndet.

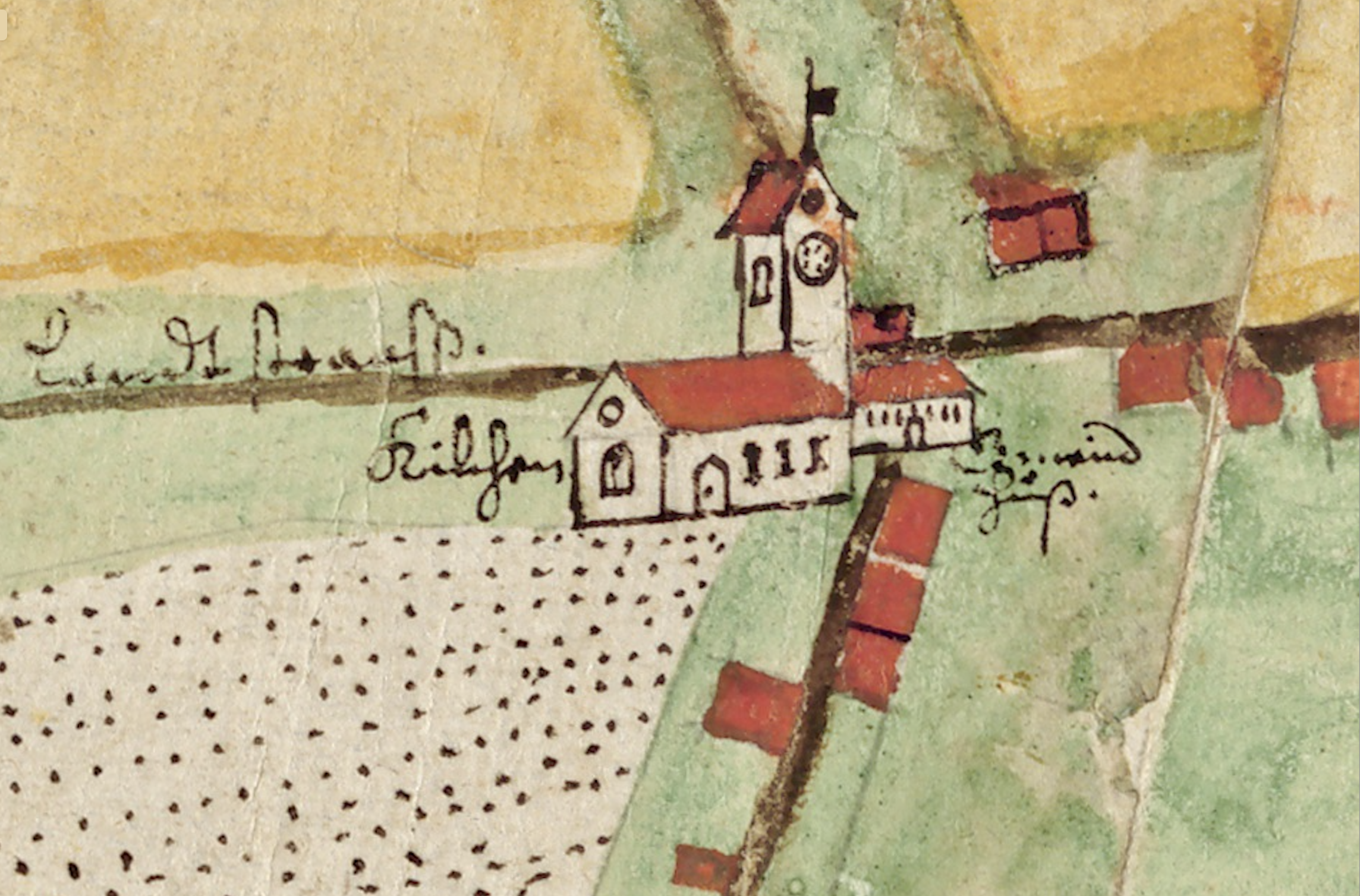
Rechts neben der Kirche das «Rössli». Ausschnitt aus dem Zollikommer Bann von 1720

Frauen besuchten kaum Wirtshäuser, abgesehen von Hochzeiten. Diese aber fanden im Gesellenhaus nur wenige statt, zu Hause zu feiern war billiger. Im Mai 1783 meldete Dachdecker Felix Bleuler, dass «zwei verdächtige Weibsbilder in der Gemeinde seien, die haben den ganzen Sonntag im Gesellenhaus mit Saufen sich schandlichst aufgeführt».
Im Dachgeschoss des «Rössli» wurde das «Wolfsgarn» aufbewahrt, wo es bis 1840 noch zu sehen gewesen sein soll. Dieses war ein aus starken Stricken bestehendes Fangnetz, in das von der gesamten männlichen Bevölkerung herumstreichende Wölfe getrieben wurden, was im 18. Jahrhundert noch ab und zu vorgekommen sein soll. Wolfsgarne gab es in zahlreichen Gemeinden.
Auf dem Vorplatz steht der «Chirchhofbrunnen» aus dem Jahr 1775, um den heute im Sommer an Tischen auch gegessen werden kann. Vor dem Gesellenhaus stand auch der Pranger. Noch 1817, ein Jahr nach dem Jahr ohne Sommer, mussten am 4. September zwei Frauen wegen Diebstahls von etwas Gemüse für eine Stunde an dem Pranger stehen. Zuvor waren sie vom Landjäger mit Rutenstreichen betraft worden. «Es war eine grosse Menge Zuschauer», rapportierte ein Chronist.

## Rechtliche Situation
Das Haus gehörte der Zolliker Bürgerschaft. Seine Bewirtschaftung war ein ehaftes Gewerbe, das an das Haus gebunden war. Weil vom Grossen Rat des Kantons Zürich pro Dorf nur eine Taverne erlaubt war, hatte das «Rössli» eine Monopolstellung, nur dort durften Speisen angeboten und Gäste beherbergt werden. Wein über die Gasse ausschenken durften auch andere, aber es war dort den Gästen nicht gestattet, sich zu setzen.
Der Tavernenwirt hatte auch das Recht, für sich und seine Gäste Brot zu backen. Verkaufen durfte er es nicht; wer nicht selber backen konnte oder wollte, musste das Brot in Küsnacht oder im benachbarten Zürich besorgen. Am 12. Januar 1709 bekam der Gesellenwirt das Recht, sein Brot auch in der Gemeinde zu verkaufen, «zu Trost und Notdurft der armen Gemeindegenossen». Geregelt wurden diese Vorschriften im Tavernenrecht, heute vergleichbar mit einer Gaststättenkonzession.
Der Wirt des Gesellenhauses wurde von der Gemeinde bestimmt und kontrolliert, das Haus stand in hohem Ansehen. Es wurde jeweils nur auf ein paar Jahre verpachtet. Um die Pacht bewerben konnte sich jedermann. So waren die Gesellenwirte zusätzlich auch noch auf ihrem angestammten Beruf tätig, wie 1702 der Landwirt Hans Heinrich Thomann oder 1710 der Schlosser Heinrich Ernst. Zwischen 1563 und 1755 ist neben neun Gesellenwirten im Jahr 1578 mit Andli Bumann für vier Jahre auch eine Wirtin aufgeführt.

## Metzgerei
Ein anderes ehaftes Gewerbe war die Metzgerei im Erdgeschoss, die von Beginn an jeweils von den Besitzern des «Rössli» bis in die 1980er Jahre betrieben wurde. 1991 bis 2009 war ein Blumengeschäft untergebracht. Dann wurden Kinderkleider angeboten, anschliessend Küchenzubehör. Seit Januar 2020 ist es ein Geschäft für Feinkost, Küche und Wohnen.

## 19. Jahrhundert

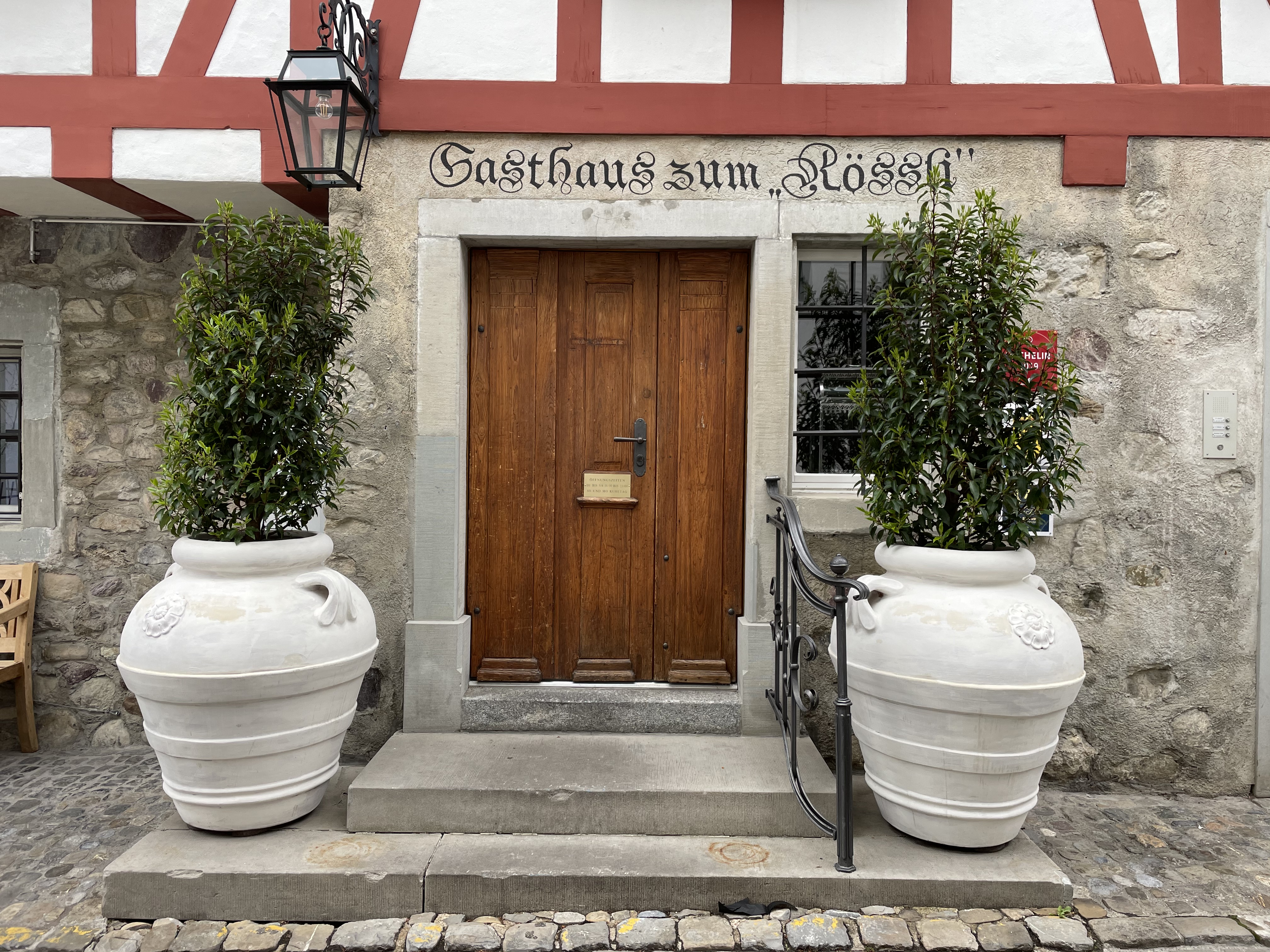
Eingang

In den Anfangszeiten bemühte sich die Gemeinde, einen möglichst angesehenen Wirt anzustellen; später wurde das Gesellenhaus dem Meistbietenden überlassen. Die zu entrichtenden Zinsen stiegen stets an, der Unterhalt des Gebäudes hingegen wurde vernachlässigt, da es den Pächters oft schwer fiel, die Zinsen zu bezahlen. Nach häufigem Wirtswechsel entschloss sich die Gemeinde 1837, das mittlerweile baufällig gewordene Gesellenhaus zu verkaufen. Der letzte Wirt war ab 1834 Jakob Ernst. Ideen, das Haus abzubrechen oder an den See zu versetzen, zerschlugen sich schnell.
Am 8. August 1837 wurde das Gesellenhaus an einer öffentlichen Versteigerung für einen Betrag von 7000 Gulden an den Zolliker Schreinermeister Johann Thomann verkauft. Das im Westen angebaute Spritzenhaus, in dem die Feuerwehrspritze untergebracht war, blieb im Besitz der Gemeinde.
Drei Jahre später verkaufte Thomann das Gebäude 1840 an Salomon Rutschmann aus Rafz, der es an Heinrich Kramer aus Gräslikon verpachtete. Mit Kramer zogen zwei junge Frauen aus Triengen, Katharina und Josepha Fries, ins «Rössli». Diese wurden schon bald wegen «unzüchtigen Lebenswandels» von der Ehefrau des Metzgers Keller beim Gemeinderat angezeigt. Dieser verlangte vom Zürcher Statthalteramt um Unterstützung und energisches Eingreifen bei der Wegweisung der beiden Frauen. Über deren weiteres Schicksal ist weiter nichts überliefert. Es folgten mehrere Besitzerwechsel, mehrheitlich waren es Metzgermeister, die das «Rössli» und das Ladengeschäft übernahmen. 1858 ging es an die Metzgerfamile Weber aus Dübendorf, 1892 für 60‘000 Franken an einen Heinrich Graf junior.

## 20. Jahrhundert

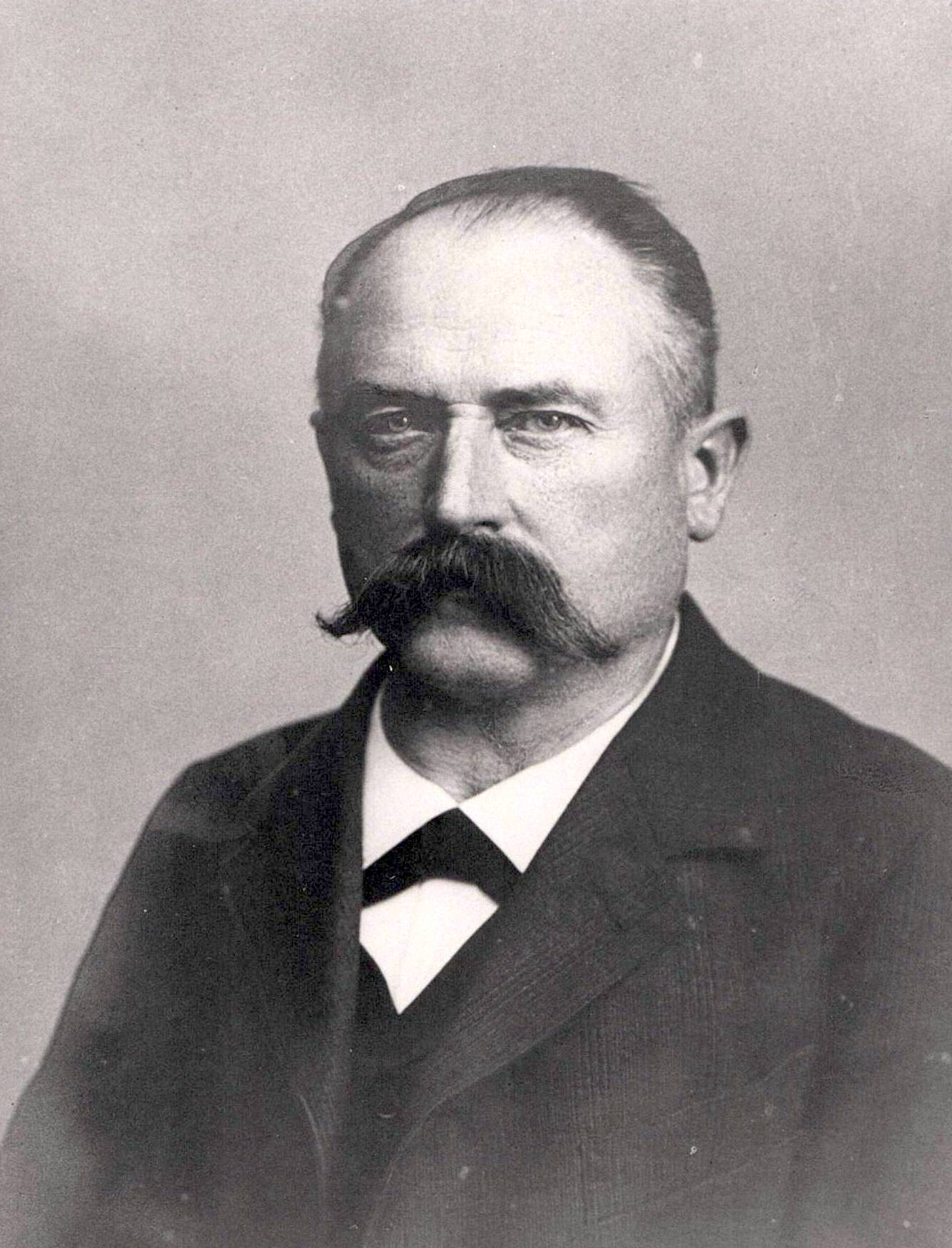
Jakob Geiger-Meier um 1910, Rössliwirt von 1899 bis 1921

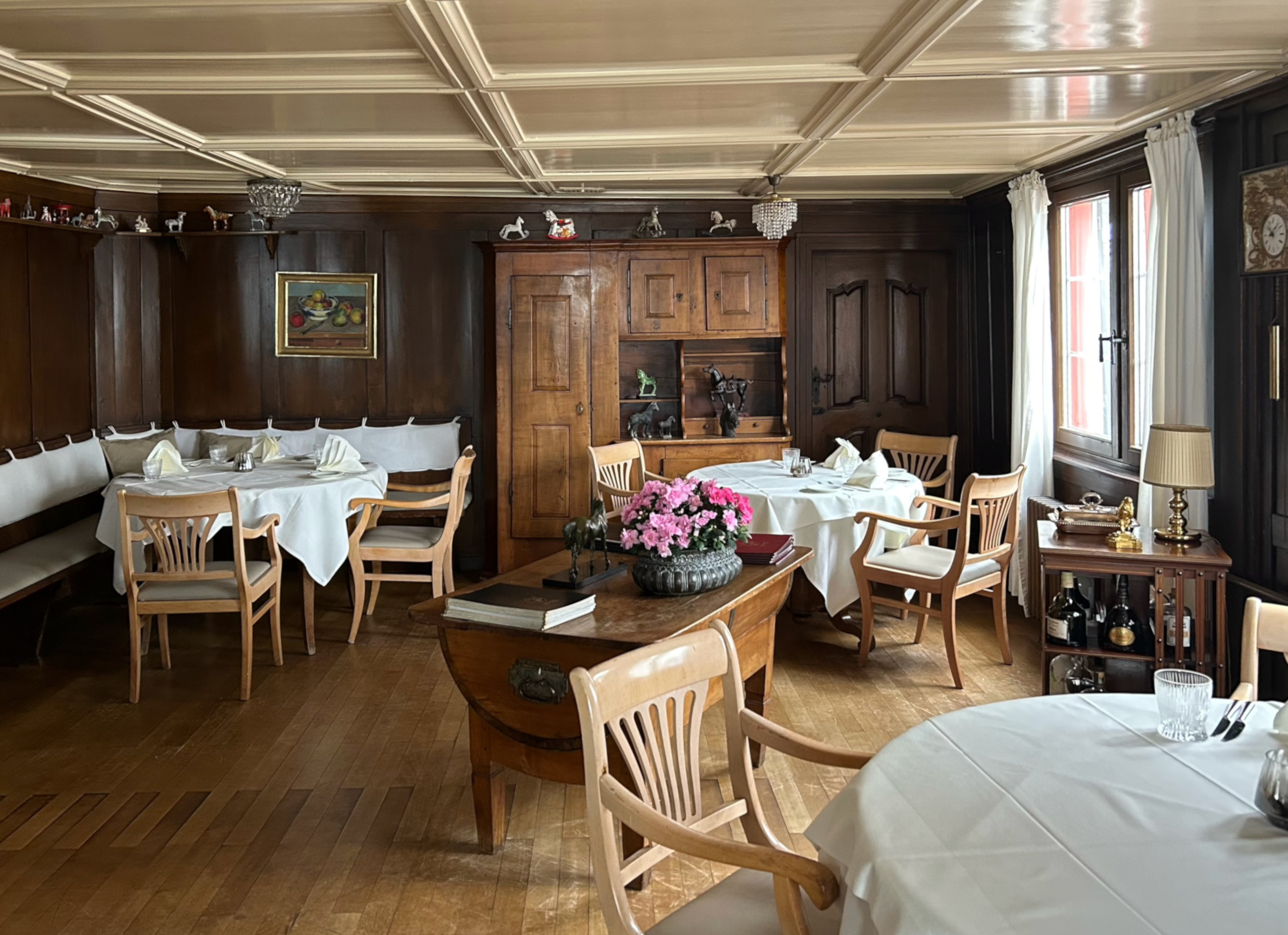
Gaststube

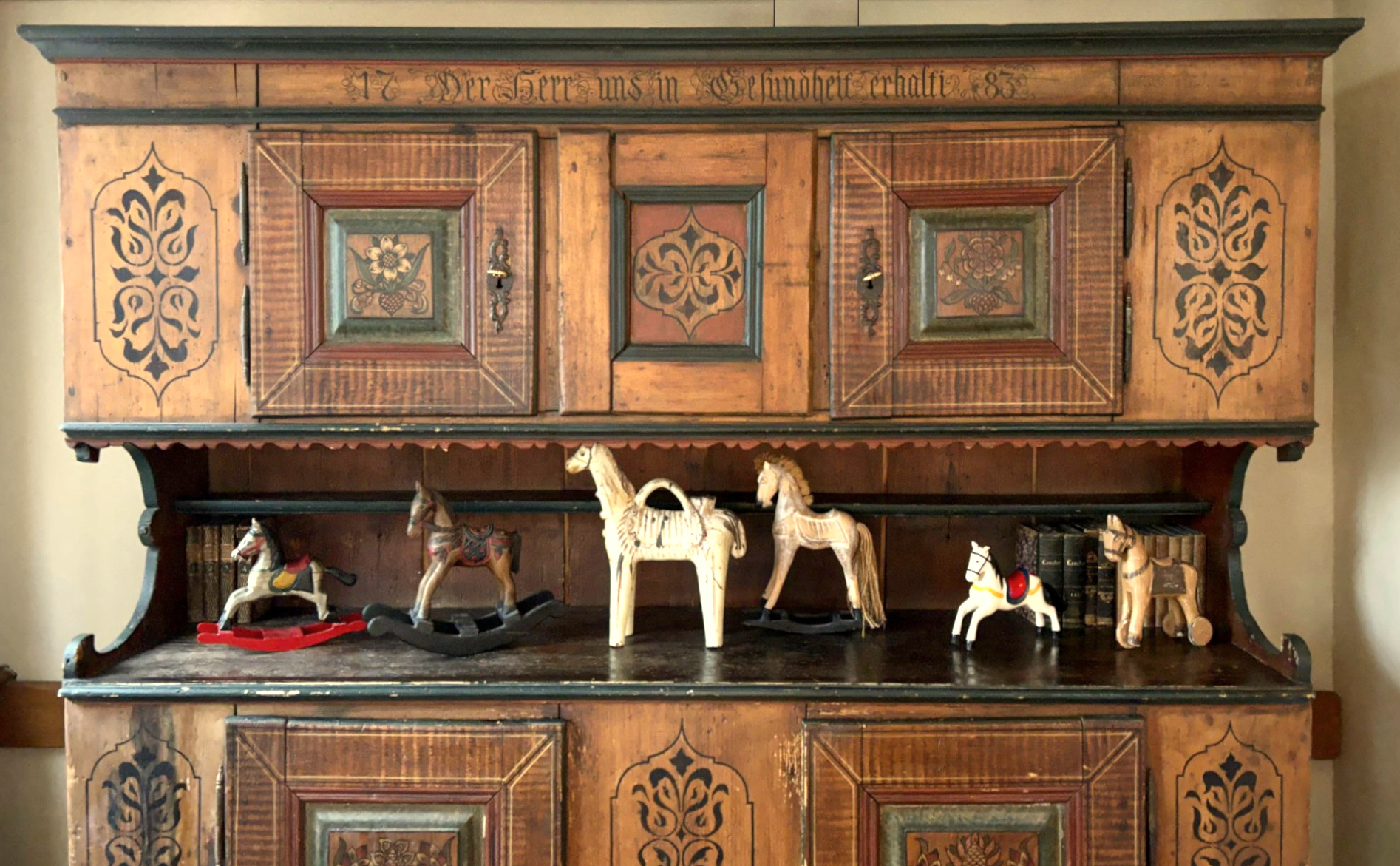
Schrank von 1763

1899 kaufte Metzgermeister Jakob Geiger das Gesellenhaus. Aus seiner Zeit stammen die ersten Fotografien. 1921 gingen Gasthaus und Laden an den Metzger Karl Ilg-Schumy senior über, in dessen Familie es fast sechzig Jahre blieb. Karl Ilg renovierte das Haus 1922 und veranlasste, dass die ursprüngliche Fachwerkkonstruktion wieder freigelegt wurde, die vermutlich im 19. Jahrhundert einmal verputzt worden war. Da die Riegel in schlechtem Zustand waren, mussten Bretter darübergelegt werden; was heute zu sehen ist, ist also nicht das originalen Balkenwerk, sondern Imitationsfachwerk. Gleichzeitig wurde an der Seeseite die offene Terrasse zu einem geschlossenen Raum ausgebaut, heute die Veranda. Als Kompensation zu dieser Ausnahmebewilligung musste die Bewirtung im Saal des zweiten Stock aufgegeben werden, dort durfte künftig nur noch ausgeschenkt werden, wenn der Gemeinderat eine Sitzung abhielt. Später wurden dort drei Schlafzimmer eingebaut.

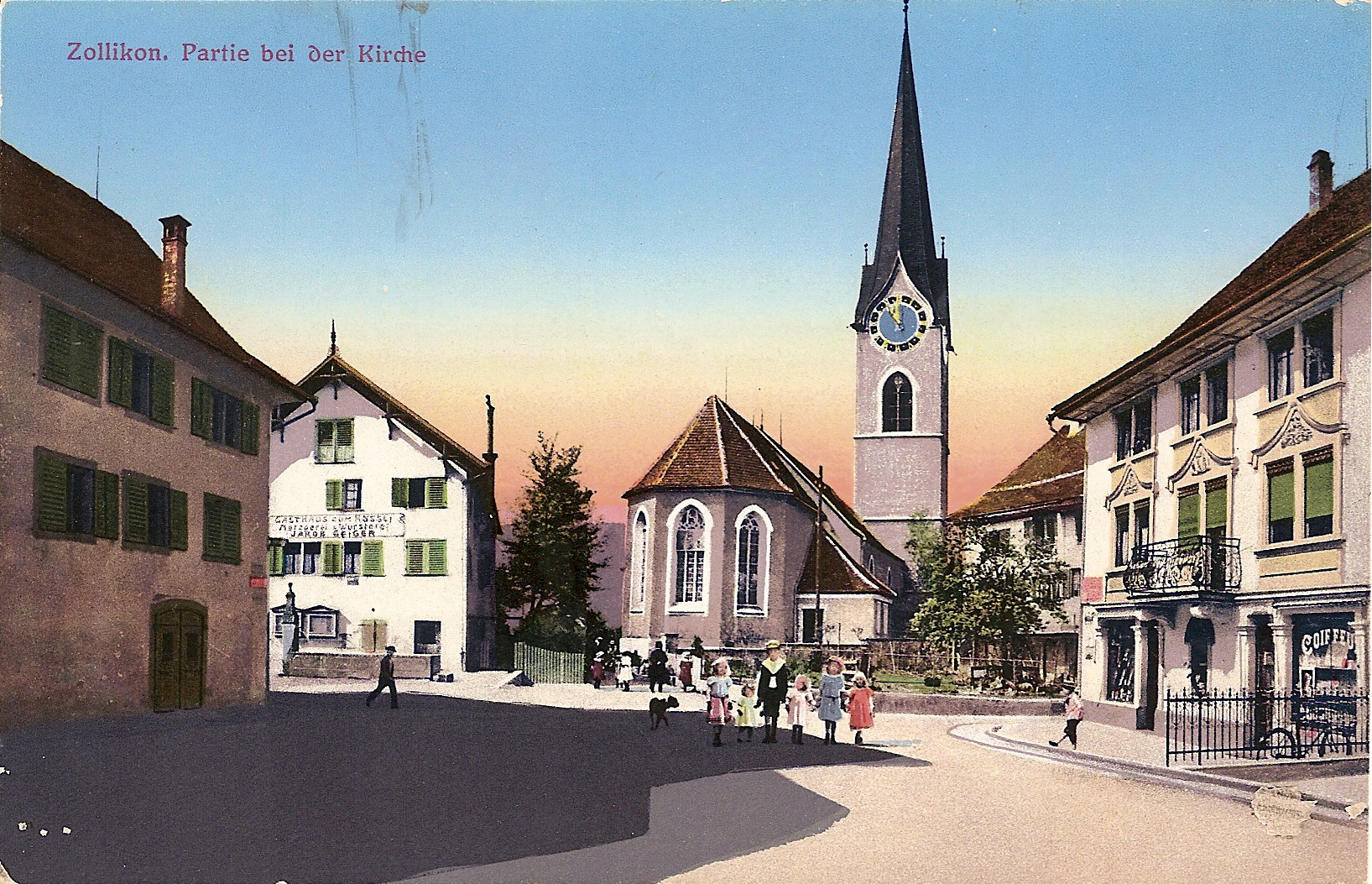
Links das «Rössli» mit verputzter Fassade, um 1910
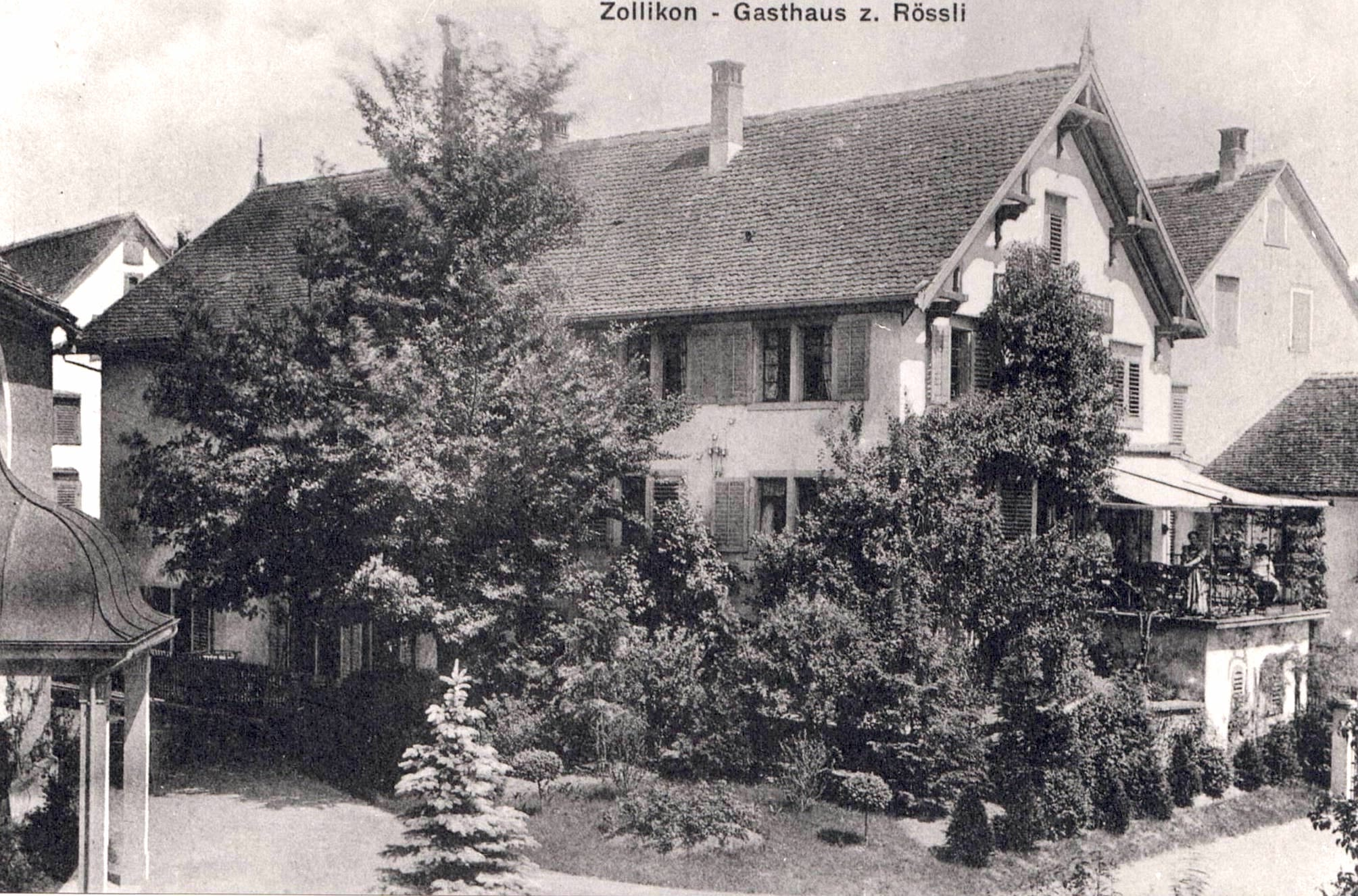
Nordseite, um 1910
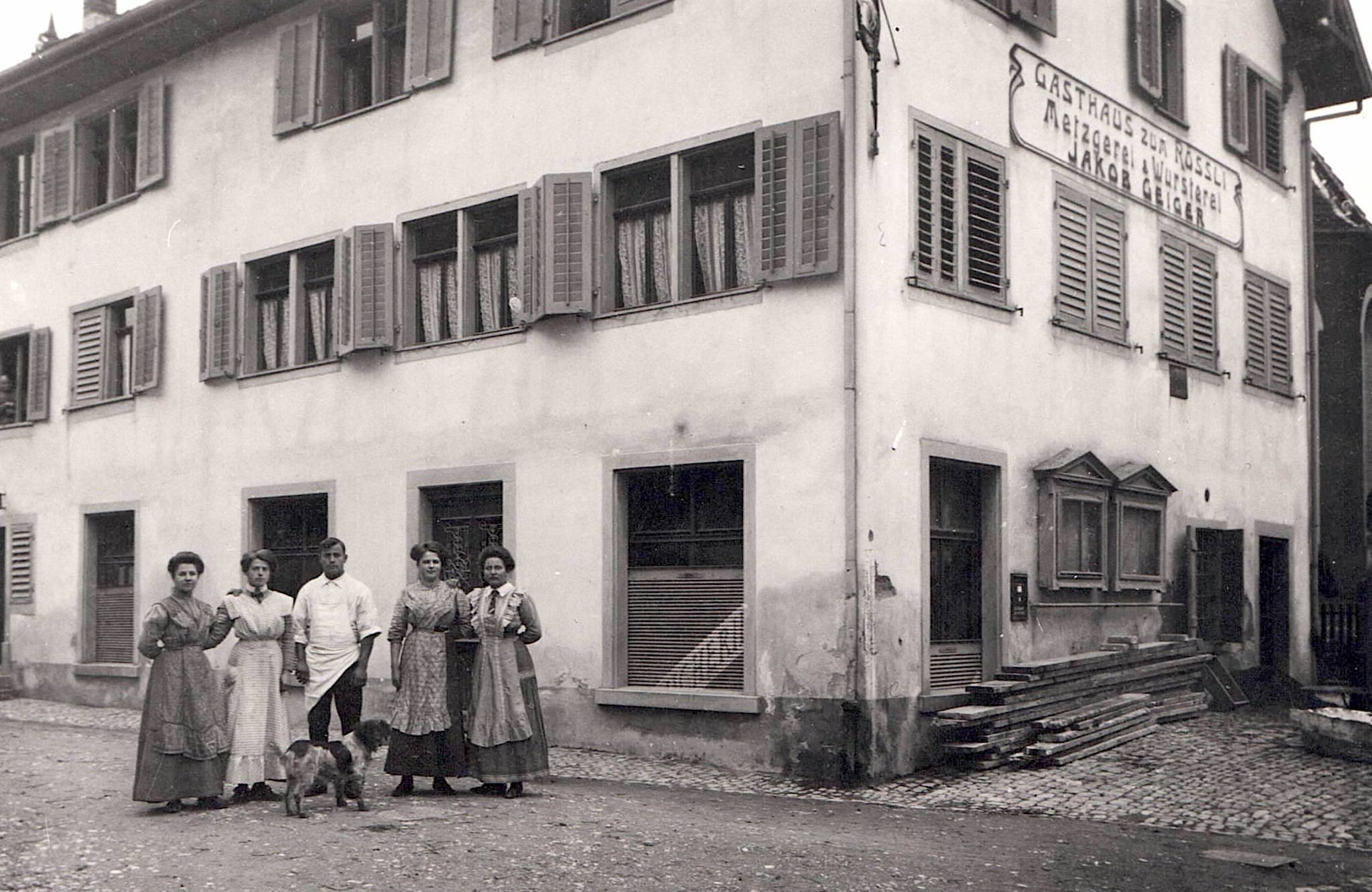
Die Töchter von Jakob Geiger mit einem Angestellten, 1914
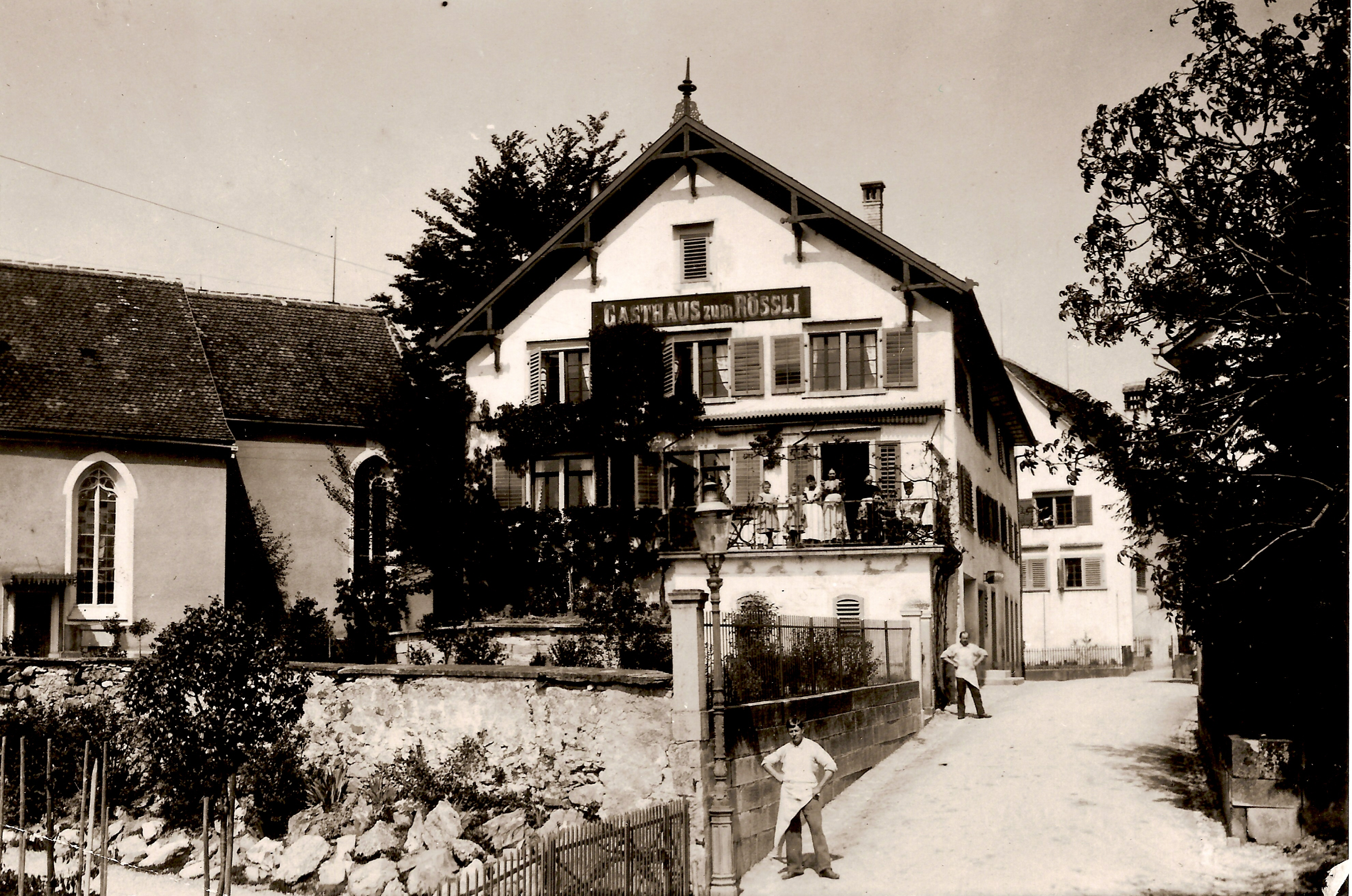
Offener Balkon, um 1920
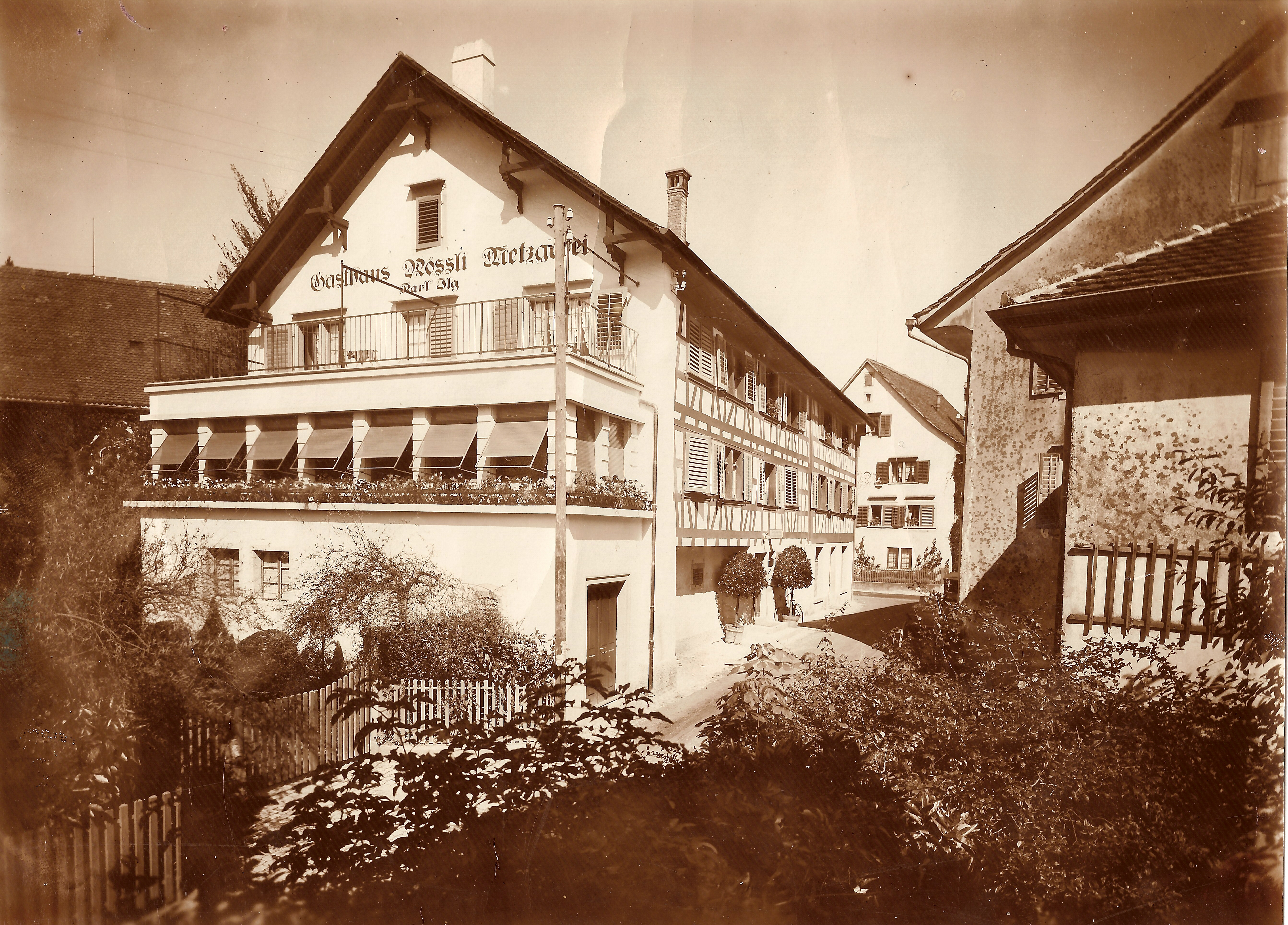
Der Anbau von 1922, um 1930
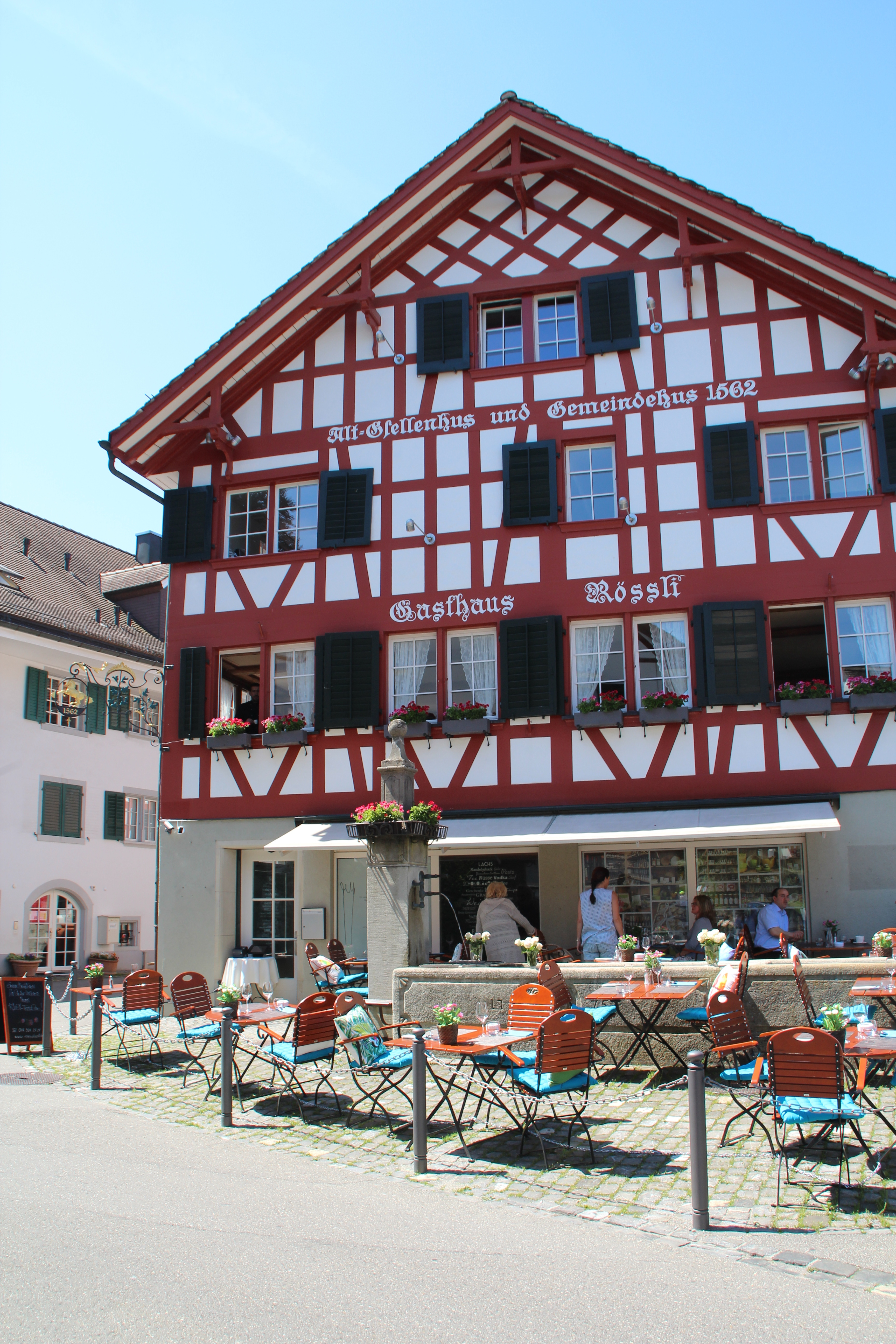
Seite zum Platz

Anschliessend folgten sich im «Rössli» zahlreiche Pächter. Unter anderen waren dies Albert Rahm-Chanton, der Bruder des Velorennfahrers Hugo Koblet Adolf Koblet, die Lebenspartnerin von Karl Ilg Claire Schmutz sowie Fredy und Marianne Affeltranger. 1980 verkaufte Karls Sohn Karl junior das Haus an den Zürcher Metzgermeister Heinrich Angst, der es der Mövenpick-Gruppe verpachtete. Geschäftsführerin war Ruth Beckmann mit ihrem Partner Stephan Huwyler.
1993 gab Mövenpick das «Rössli» im Rahmen einer Straffung des Sortiments wieder auf. Nach einem Umbau und Vergrösserung der Küche kehrten Ruth Beckmann und Stephan Huwyler als Gastgeber zurück.
1998 verkaufte Anna Margarita Angst-Gramm, die Witwe von Heinrich Angst, das Haus dem Bürgerverband Alt-Zollikon. Der Bürgerverband besteht aus den Nachkommen der 1877 aufgelösten Zivilgemeinde Zollikon Dorf. Der Verband ist bestrebt, «innerhalb des Verbandes die Gemeinschaft zu pflegen und … Werte und Traditionen zu erhalten. Im Rahmen seiner Möglichkeiten setzt er sich für die Lebensqualität in Zollikon ein, indem er … mit seinen Investitionen mithilft, das Dorfbild zu erhalten.»
2008 renovierte der Bürgerverband das Haus nach Plänen von Peter Fässler, einem Fachmann für alte und geschützte Bauten. An der Stelle der Personalzimmer über dem Restaurant entstanden zwei Wohnungen, auch ein Lift wurde eingebaut. Da man die Küche schon 1994 modernisiert und vergrössert hatte, wurde das antike Interieur des Restaurants nur sanft renoviert. Pächter waren Walter und Ewa Schöpflin.
Am 1. November 2014 kam das «Rössli» an Jeannine Meili, im November 2020 an den bisherigen Küchenchef Filipe Almeida und den Chef de Service Jesus Costoya, beides langjährige Mitarbeiter. Weil sie das Restaurant mitten in der Covid-Pandemie übernahmen, hatten sie weder Anspruch auf Hilfe des Bundes und noch auf Beiträge aus dem kantonalen Covid-19-Härtefallprogramm. Die Gemeinde Zollikon half mit einem À-fonds-perdu-Beitrag und einem rückzahlbaren Darlehen, der Bürgerverband Alt-Zollikon erliess ihnen die Miete.

## Auszeichnungen
- Das «Rössli» ist mit 14 Gault-Millau Punkten ausgezeichnet.[19]
- 2021 wurde das Zolliker «Rössli» zu den besten zehn «Rössli» der Schweiz gezählt.[20]

## Filmschauplatz
1957 drehte der Schweizer Regisseur Franz Schnyder für seinen Spielfilm Der 10. Mai vor dem «Rössli» zwei Szenen: Die Generalmobilmachung mit schweren Militärfahrzeugen und die Flucht von Schweizern mit ihren vollgepackten Autos in die Berge. In einer Vorschau ist das «Rössli» in den letzten Sekunden erkennbar.